# Eburodacrys seabrai
Eburodacrys seabrai là một loài bọ cánh cứng trong họ Cerambycidae.